# Correbia raca
Correbia raca är en fjärilsart som beskrevs av Druce 1896. Correbia raca ingår i släktet Correbia och familjen björnspinnare. Inga underarter finns listade i Catalogue of Life.